# ماري جولد
ماري جولد (بالإنجليزية: Mary Jayne Gold)‏ (1909 – 1997م]]) هي مفكرة، من الولايات المتحدة الأمريكية، ولدت في شيكاغو، توفيت عن عمر يناهز 88 عاماً بسبب ورم البنكرياس.